# 圣伊波利特勒格拉韦龙
圣伊波利特-勒格拉韦龙（法語：Saint-Hippolyte-le-Graveyron，法語發音：[sɛ̃.t‿ipɔlit lə ɡʁaveʁɔ̃]）是法国普罗旺斯-阿尔卑斯-蓝色海岸大区沃克吕兹省的一个市镇，属于卡庞特拉区。

## 地理
圣伊波利特勒格拉韦龙（44°7'22"N, 5°4'28"E）面积4.94 平方千米，位于法国普罗旺斯-阿尔卑斯-蓝色海岸大区沃克吕兹省，该省份为法国东南部内陆省份，北起德龙省，西北接阿尔代什省，西接加尔省，南至罗讷河口省，东南角与瓦尔省接壤，东临上普罗旺斯阿尔卑斯省。
与圣伊波利特勒格拉韦龙接壤的市镇（或旧市镇、城区）包括：卡龙、卡庞特拉、欧比尼昂、博姆德沃尼斯、拉罗克阿尔里克、勒巴鲁。

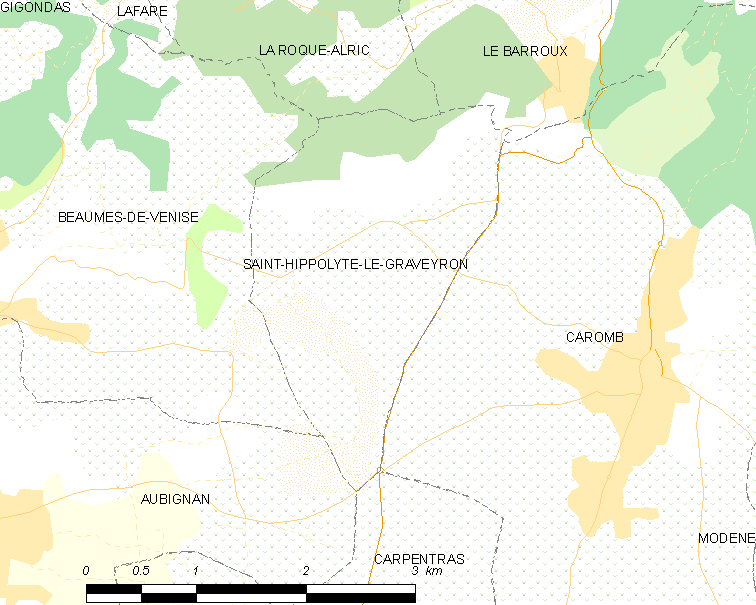
圣伊波利特勒格拉韦龙的OSM定位图

圣伊波利特勒格拉韦龙的时区为UTC+01:00、UTC+02:00（夏令时）。

## 行政
圣伊波利特勒格拉韦龙的邮政编码为84330，INSEE市镇编码为84109。

## 政治
圣伊波利特勒格拉韦龙所属的省级选区为蒙特县。

## 人口

1962-2008年间圣伊波利特勒格拉韦龙人口变化图示

圣伊波利特勒格拉韦龙于2022年1月1日时的人口数量为170人。